# Rockhampton (Gloucestershire)
Rockhampton – wieś i civil parish w Anglii, w hrabstwie ceremonialnym Gloucestershire, w dystrykcie (unitary authority) South Gloucestershire. Leży 22 km na północ od miasta Bristol i 166 km na zachód od Londynu. W 2011 roku civil parish liczyła 166 mieszkańców. Rockhampton jest wspomniana w Domesday Book (1086) jako Rochemtune.